# Scott Dureau
Scott Dureau (* 29. Juli 1986 in Taree, New South Wales) ist ein ehemaliger australischer Rugby-League-Spieler. 

## Karriere
Dureau spielte anfangs Rugby für die Port Macquarie Sharks. 2007 hatte er sein Debüt für die Newcastle Knights gegen die Manly-Warringah Sea Eagles. Im Juli 2010 empfahl ihm Newcastles Trainer Rick Stone, einen neuen Verein zu finden, da mit Jarrod Mullen, Kurt Gidley und den Neuzugängen Ben Rogers und Beau Henry vier andere Spieler auf der Gedrängehalb/Verbinder-Position in Newcastles Kader waren.
2011 unterschrieb er einen Vertrag bei den Dragons Catalans. Er war von Anfang an als Verbinder in der Startformation und wurde gleich in seinem ersten Jahr in das Super League Dream Team gewählt. 2012 wurde er erneut ins Super League Dream Team gewählt und gewann die Albert Goldthorpe Medal.
2012 spielte Dureau zweimal mit den Exiles gegen England. Im ersten Spiel, das die Exiles 10:18 verloren, kickte er eine Erhöhung. Im zweiten Spiel, das die Exiles 32:20 gewannen, legte er einen Versuch.
2013 und 2014 verpasste er den Großteil der Saison wegen eines gutartigen Tumors hinter seinem Auge, der operativ entfernt werden musste. Am 30. Juni 2014 unterschrieb er einen Vertrag bei den Sydney Roosters, er kam allerdings nie zum Einsatz.
2015 kehrte er zu den Dragons Catalans zurück und beendete seine Karriere nach Saisonende.